# Гоэбер
Гоэбе́р Энри́ке Ма́йя (порт.-браз. Goeber Henrique Maia; 17 мая 1982, Бразилиа, Бразилия), более известный как Гоэбе́р (порт.-браз. Goeber)  — бразильский футболист, полузащитник клуба «Алекрин».

## Игровая карьера
Гоэбер начинал играть за АРУК (Кузейро) в 2002 году, но вскоре перешёл в клуб «Гама», где играл в период с 2003 по 2005 годы и принял участие в победе в чемпионате федерального округа в 2003 году.
2006 год начал в команде «Гуарани» (Кампинас), но через несколько месяцев был отдан в аренду во «Фламенго», который возглавлял Вальдемар Лемос, а затем — Ней Франко. Пребывание Гоэбера во «Фламенго» закончилось после провального восьмого матча против «Санта-Круз». До конца сезона футболист был отправлен в аренду в «Америку» (Натал).
С 2007 по 2010 годы играл в командах «Ипатинга», «Бразильенсе», «Гремио Пруденти», «Сертанзинью», «Гама» и «Гуаратингета».
В 2011 году во втором туре Кубка Гуанабара забил два гола в ворота своей команды «Кабуфриенсе» против «Ботафого», после чего был заменён во второй половине матча.
31 августа 2011 года заключил годичный контракт с луцкой «Волынью» и уже 9 сентября дебютировал в новой команде. В дальнейшем оставался основным игроком «Волыни», пока в конце 2011 года в отставку не был отправлен главный тренер команды Виталий Кварцяный. Новый тренер команды Анатолий Демьяненко не видел Гоэбера в составе команды и уже в феврале отправил игрока в дубль. За следующие полгода полузащитник ни разу не выходил на поле, поэтому после завершения сезона 2011/12 на правах свободного агента покинул «Волынь».